# Mulan
Mulan és una pel·lícula d'animació estatunidenca de 1998, dirigida per Tony Bancroft i Barry Cook i produïda per Walt Disney Pictures; s'inspira en la història de Robert D. Sant Souci i està basada en la llegenda xinesa de Hua Mulan. Ha estat doblada al català. Va ser la tercera pel·lícula de Disney doblada en català que es va estrenar al cinema.
El desenvolupament de l'obra va començar el 1994, quan diversos supervisors artístics van viatjar a la Xina per informar-se sobre la cultura del país. La pel·lícula va obtenir crítiques positives per part dels crítics i del públic; va ser premiada amb un Globus d'Or i diversos premis Annie al millor llargmetratge animat, apart de ser nominada als Oscar. El 2005 es va estrenar una seqüela publicada directament en vídeo anomenada Mulan II.

## Argument
Davant la imminent invasió dels huns encapçalats per Shan Yu, l'emperador ordena el reclutament d'un home per cada família de la Xina per enrolar-se a l'exèrcit. En desacord amb el fet que el seu ancià i malalt pare, Fa Zu, hagi de complir aquest mandat en ser l'únic home de la família, la jove Mulan decideix disfressar-se com a home amb ajuda de la vella armadura del seu pare i integrar-se de forma desapercebuda a les tropes i se'n va amb el seu cavall Khan. Quan s'assabenta de la decisió de Mulan, la seva àvia recorre a l'ajuda dels ancestres per salvaguardar la integritat de la noia. Tot i que la intenció original era que «el gran drac de pedra» fos l'encarregat d'aquesta tasca, al final la responsabilitat recau en un petit drac anomenat Mushu i acompanyat de Cri Kee, un grill. Després de conèixer Mushu, Mulan arriba al campament militar i, encara que aconsegueix enganyar els soldats sota l'aparença d'un noi anomenat Ping, és orientada pel petit drac per comportar-se com un home i així evitar ser descoberta. Conforme transcorren els dies, i després d'una sèrie de proves, va millorant les seves habilitats físiques juntament amb altres reclutes entre els quals es troben Yao, Ling i Chien-Po, comandats pel capità Li Shang. Conscient que la veritable identitat de Mulan podria ser exhibida en qualsevol moment, Mushu enganya Shang amb un document fals on se li demana que dirigeixi les seves tropes cap a les muntanyes per tal d'integrar-se a la resta de l'exèrcit imperial. Un cop al destí, el capità descobreix que els huns havien massacrat el seu pare, el general Li, i el seu respectiu destacament.
Afligit però compromès amb la causa, Shang i les seves tropes abandonen el lloc per adreçar-se a la Ciutat Imperial. En el trajecte són perseguits per un grup d'huns, dels quals aconsegueixen desfer-se majoritàriament amb ajuda d'una allau. Si bé la identitat de Mulan és descoberta en el procés, el capità s'enfronta a la legislació xinesa i decideix perdonar la vida a la jove, encara que l'expulsa del regiment. La resta de reclutes continua la marxa a la ciutat, però són seguits a la distància pels supervivents a l'allau, situació de la qual Mulan s'adona.
La jove arriba a la ciutat per advertir a Shang i a l'exèrcit xinès de l'arribada dels huns, i s'incorpora a la batalla per defensar l'emperador i enfrontar-se directament amb Shan Yu, a qui derrota amb el suport de Mushu.
L'emperador i els habitants de la ciutat lloen Mulan per haver-los salvat. Rep obsequis de l'emperador però refusa d'unir-se al Consell reial. Mulan s'estima més tornar amb la seva família. El seu pare s'alegra molt de la seva tornada. Un cop a casa és visitada pel capità Shang, que està enamorat d'ella. Al seu torn, la tasca de Mushu també és compensada per la resta d'ancestres familiars.

## Repartiment
| Personatge       | Veu en anglès (original) | Veu en català        |
| ---------------- | ------------------------ | -------------------- |
| Mulan            | Ming-Na Wen              | Mar Roca             |
| Capità Li Shang  | B.D. Wong                | Raúl Llorens         |
| Mushu            | Eddie Murphy             | Eduard Farelo        |
| Yao              | Harvey Fierstein         | Josep Maria Zamora   |
| Ling             | Gedde Watanabe           | Xavier Fernández     |
| Chien Po         | Jerry Tondo              | Joaquim Sota         |
| Shan-Yu          | Miguel Ferrer            | Alfonso Vallés       |
| Fa Zhou          | Soon-Tek Oh              | Joaquim Díaz         |
| Àvia Fa          | June Foray               | Marta Martorell      |
| Matrimoniera     | Miriam Margolyes         | Glòria Roig          |
| Gran avantpassat | George Takei             | Constantino Romero   |
| Chi Fu           | James Hong               | Eduard Lluís Muntada |
| Emperador        | Pat Morita               | Jordi Dauder         |
| Fa Li            | Freda Foh Shen           | Carme Alarcón        |

## Producció
L'origen de Mulan és un curtmetratge produït directament per a vídeo titulat Xina Doll, sobre una nena xinesa oprimida i pobra a qui un príncep encantador britànic porta a occident per fer-la feliç. Més tard, l'assessor de Disney i autor de llibres infantils Robert D. Sant Souci suggerí fer una pel·lícula del poema xinès La cançó de Hua Mulan, i Disney va combinar tots dos projectes.
El desenvolupament de la pel·lícula es va iniciar el 1993 i la producció va començar el 1994 després que l'equip de producció envia un grup de supervisors artístics a la Xina durant tres setmanes per fer fotografies i fer esbossos de monuments històrics i zones culturals que els servissin d'inspiració. Els cineastes van decidir canviar la personalitat de Mulan i fer-la més atractiva i altruista. A diferència de The Lion King (1994) i El geperut de Notre Dame (1996) van utilitzar un disseny artístic que s'assemblés el màxim possible al toc oriental.
Per elaborar els 2.000 soldats huns durant l'escena de la batalla, l'equip de producció va desenvolupar un programari que van anomenar Attila que permetia que un miler de personatges es moguessin amb autonomia. Del programa van fer una variant anomenada Dinasty que van utilitzar per a la batalla final a la Ciutat Prohibida en la qual es van crear 3.000 personatges. Per ambientar l'escena amb la gentada es va utilitzar el programa RenderMan dels estudis Pixar. Un altre programari que van utilitzar va ser el Faux Plane per afegir profunditat a les imatges bidimensionals, tot i que ja va ser utilitzat en cinc preses de la pel·lícula, entre les quals s'inclou la Gran Muralla Xinesa i la batalla a la Ciutat Prohibida. En el moment que el públic ovacionava a Mulan, les persones eren reals i van ser afegides dins d'un fons animat.